# Italské fotbalové mistrovství 1901
Čtvrtý ročník Campionato Italiano di Football 1901 se konal od 14. dubna do 5. května roku 1901. Turnaje se účastnilo 4 mužstva. Poprvé ovládl soutěž celek AC Milán, který nastupoval pod názvem Milán FCC, když ve finále porazil obhájce minulé soutěže Janov CFC.

## Účastníci šampionátu
| Klub        | Město | Provincie |
| ----------- | ----- | --------- |
| Janov       | Janov | Ligurie   |
| Milán       | Milán | Lombardie |
| SG di Turín | Turín | Piemont   |
| Juventus    | Turín | Piemont   |

## Zápasy

### Kvalifikační kolo
| Kvalifikační kolo 14. duben 1901 | Juventus                       | 5 – 0 | SG di Turín | Campo di Piazza d'Armi di Torino, Turín |  |  |
|                                  | Umberto Malvano Domenico Donna |       |             |                                         |  |  |
|                                  |                                |       |             |                                         |  |  |

### Semifinále
| Semifinále 28. duben 1901 | Juventus                       | 2 – 3 | Milán                          | Campo di Piazza d'Armi di Torino, Turín |  |  |
| 14:00 SELČ                | Umberto Malvano Domenico Donna |       | Ettore Negretti Herbert Kilpin | Rozhodčí: Carlo Nasi                    |  |  |
|                           |                                |       |                                |                                         |  |  |

### Finále
| Finále 5. květen 1901 | Janov | 0 – 3  | Milán                            | Campo Sportivo di Ponte Carrega, Janov |  |  |
| 15:00 SELČ            |       | Report | ? Herbert Kilpin Ettore Negretti | Rozhodčí: Wallys Ghiglione             |  |  |
|                       |       |        |                                  |                                        |  |  |

## Vítěz
| Campionato Italiano di Football Vítěz pro rok 1901 |
| -------------------------------------------------- |
| AC Milán                                           |
|                                                    |